# Paul Wischeidt
Paul Wischeidt (* 7. Februar 1944 in Dormagen) ist ein ehemaliger deutscher Säbelfechter, Teilnehmer an zwei Olympischen Spielen und zweifacher Deutscher Meister. Er focht beim TSV Bayer Dormagen.

## Erfolge
1965 wurde Wischeidt Deutscher Juniorenmeister im Herrensäbel, ein Jahr später erstmals Meister in der Altersklasse der Aktiven. Es folgten weitere Meistertitel 1970 und 1972.
Wischeidt nahm an zwei Olympischen Spielen teil. 1968 in Mexiko schied er im Einzel in der dritten von vier Runden aus, mit der Mannschaft (Borucki, Köstner, Wischeidt, Allisat, Duschner) belegte er den geteilten siebten Platz. Auch bei den Spielen 1972 in München verpasste er den Einzug ins Finale der letzten sechs Fechter und schied in der Halbfinalrunde aus. Die Mannschaft (Convents, Duschner, Höhne, Wellmann, Wischeidt) belegte wiederum den geteilten siebten Platz.
Nach seiner aktiven Karriere arbeitete Wischeid als Fechttrainer bei seinem Heimatclub TSV Bayer Dormagen.